# Geografia Antigui i Barbudy

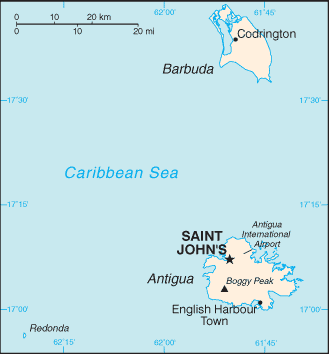
Mapa wysp

Antigua i Barbuda jest niewielkim państwem wyspiarskim w Ameryce Środkowej (Ameryka Północna), w archipelagu Małych Antyli. Kraj ten należy do Wysp Podwietrznych i znajduje się na Morzu Karaibskim, a dokładnie na jego wschodnim krańcu. Po wschodniej stronie wysp znajdują się otwarte wody Oceanu Atlantyckiego. Te niewielkie wyspy zostały odkryte przez Krzysztofa Kolumba w 1493 roku.

## Powierzchnia i skrajne punkty

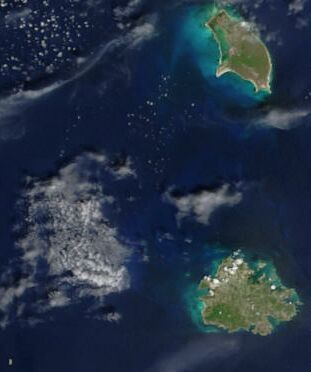
Antigua i Barbuda widziane z kosmosu

Powierzchnia – 442 km² – jedno z najmniejszych państw świata.
Skrajne punkty:
- północny 17°40'N,
- południowy 17°00'N,
- zachodni 62°08'W,
- wschodni 61°54'W.

Rozciągłość południkowa wysp wynosi około 80 km, a równoleżnikowa około 40 km.
Linia brzegowa – 153 km

## Budowa geologiczna i rzeźba

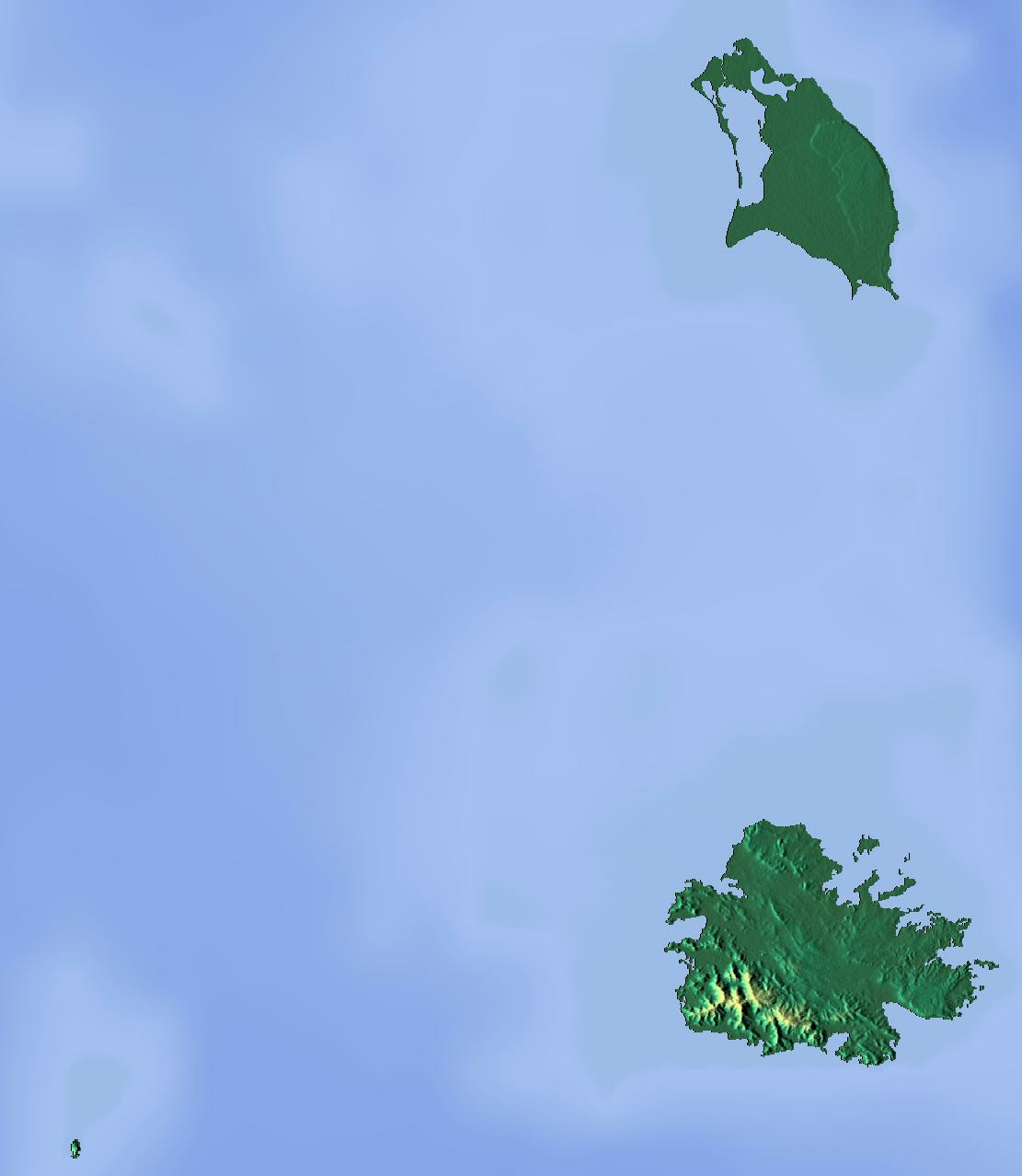
Mapa hipsometryczna wysp

Antigua i Barbuda to dwie niewielkie wyspy ułożone w kierunku północ-południe i oddalone są od siebie o około 50 km. Największa jest Antigua o powierzchni 280 km², na północ od niej leży mniejsza Barbuda o powierzchni 161 km². W skład archipelagu wchodzi ponadto trzecie wyspa – jest nią niewielka Redonda. Wyspa ta o powierzchni 1,6 km², leży około 50 km na południowy zachód od Antigui. Redonda leży między wyspą Montserrat a archipelagiem wysp Saint Kitts i Nevis. Do wyspy Antigua należy także kilka niewielkich wysepek przybrzeżnych (m.in. Guiana Island).

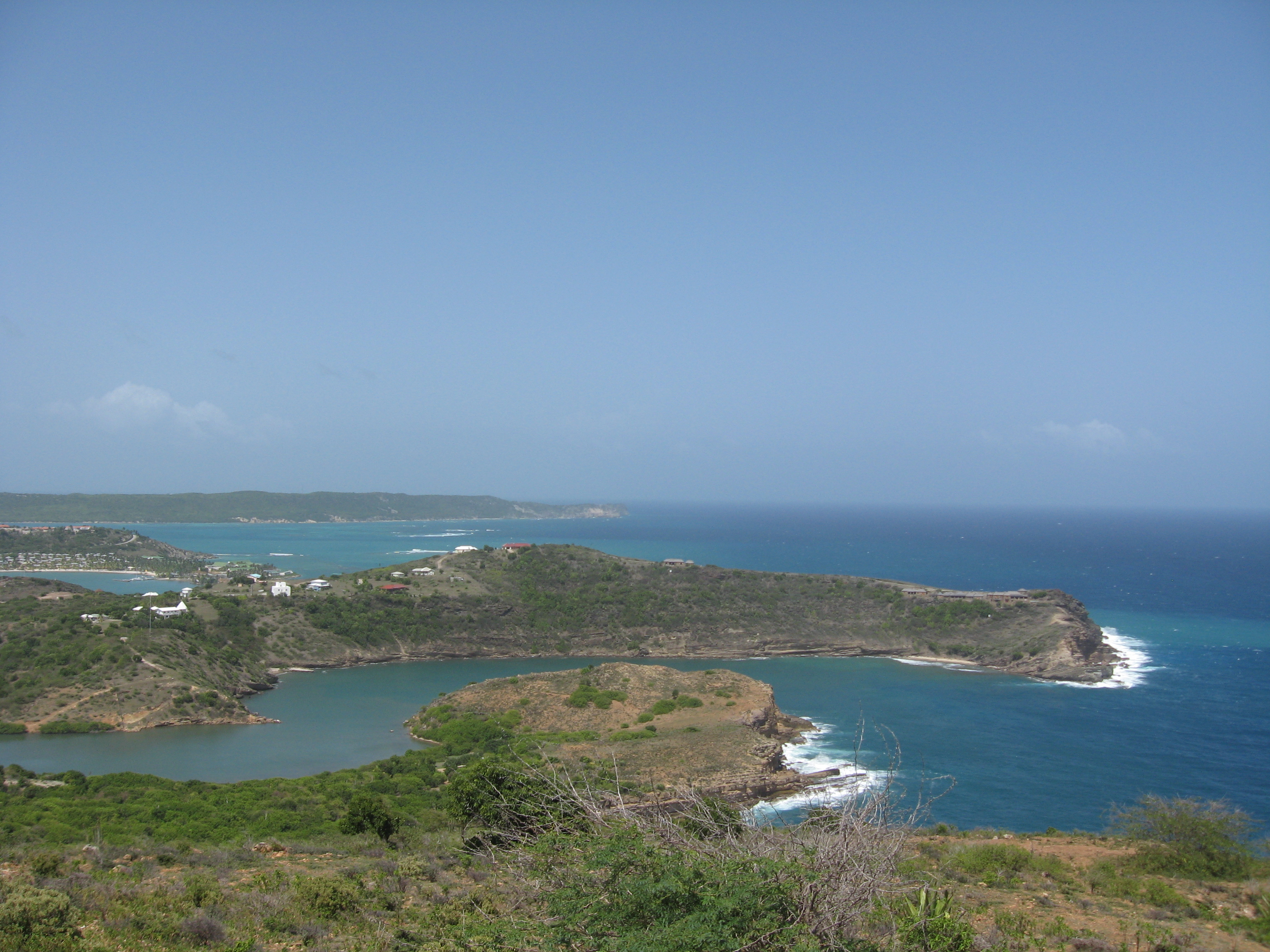
Antigua

Linia brzegowa wysp jest silnie urozmaicona. Występują ta liczne zatoki, półwyspy i przylądki. Największe zatoki to: Carlisle, Willoughby i Nonsuch, a większość zatok wcina się głęboko w ląd. Barbuda ma mniej rozwiniętą linię brzegową, jednak i tam znajduje się wcinająca się głęboko w ląd zatoka Western Lagoon. Wokół Antigui jak wyżej wspomniano, a także przy ujściu zatoki Western Lagoon znajdują się maleńkie wysepki pochodzenia rafowego. Wybrzeże jest przeważnie niskie, niemal wszędzie występują piaszczyste plaże. W niektórych jednak miejscach na Antigui wybrzeże jest nieco wyższe, pozbawione, plaż.
Antigua jest zbudowana z wapieni pochodzących z oligocenu, które skupiają się na północno-wschodniej części wyspy. Występują także wapienie z rogowcami, skały wapienne miejscami wychodzą na powierzchnię. Południowa część wyspy jest zbudowana ze skał wulkanicznych, pochodzących z trzeciorzędu. Ogólnie rzecz biorą Antigua jest wyspą pochodzenia wulkanicznego. Barbuda cechują się inna budową, jest to wyspa zbudowana z rafowych wapieni, a same zaś rafy otaczają wyspę ze wszystkich stron.
Obie wyspy są nizinne, jednakże Antigua cechują się urozmaiconym ukształtowaniem terenu. Większość powierzchni Antigui jest nizinna, ale występują tu tereny pagórkowate, a południowa część wyspy jest wyniesiona na wysokość 402 m n.p.m. – jest to szczyt Mount Obama, dawniej nazywany Boggy Peak. Barbuda jest wybitnie nizinna, ale powierzchnia jej nie jest monotonna, urozmaicają ją niewielkie pagórki. Najwyższy punkt Barbudy sięga 63 m n.p.m. Redonda jest wyspą wulkaniczną, na której wznosi się wygasły stożek wulkaniczny.

## Klimat

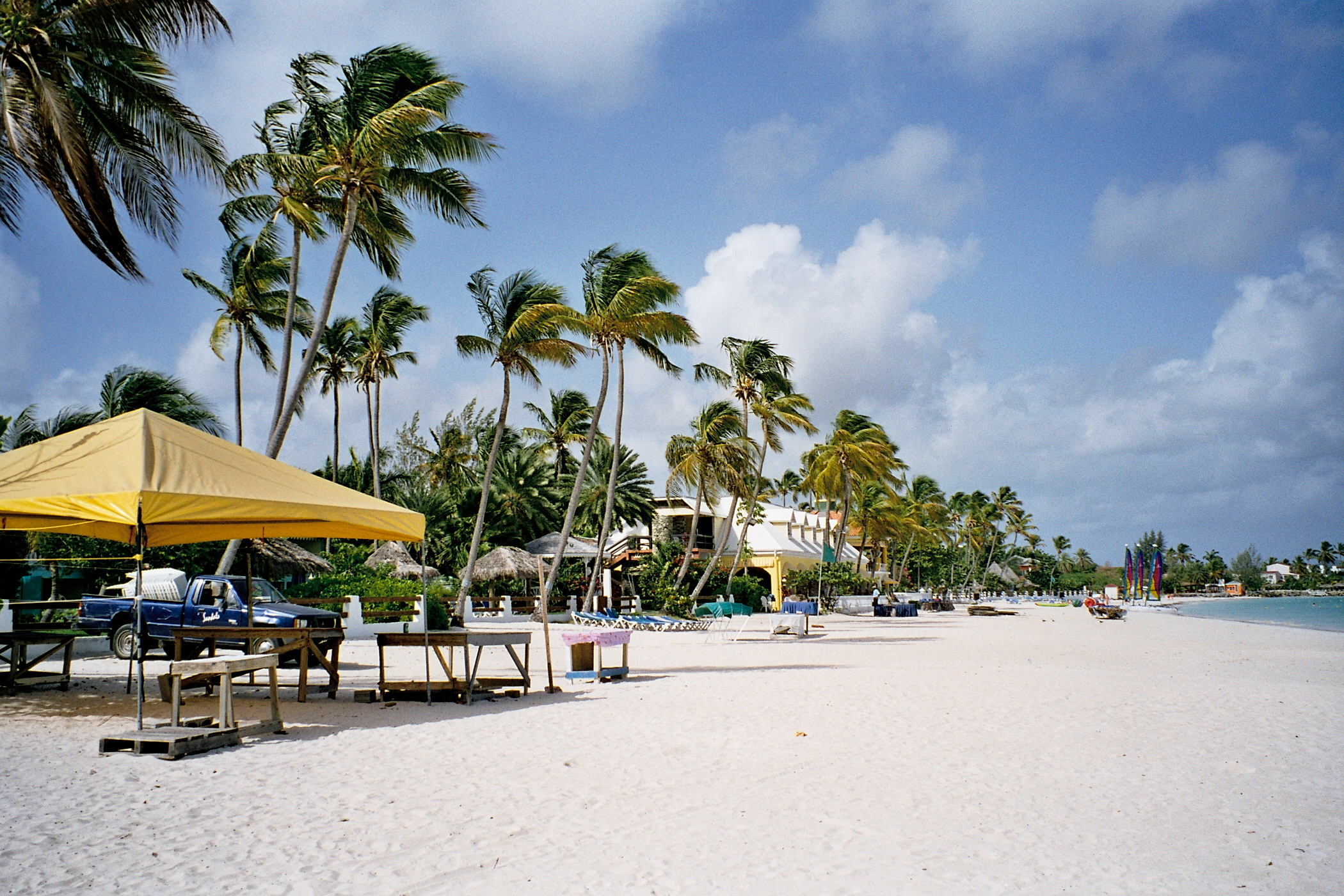
Wybrzeże Antigui

Antigua i Barbuda leżą w strefie klimatu równikowego wilgotnego, który jest kształtowany w głównej mierze przez pasaty wiejące z północnego wschodu. W mniejszym stopniu na klimat wysp wpływa Wyż Azorski. Ze względu na przebieg roczny pogody, klimat wysp ma więcej cech klimatu podrównikowego, mimo iż region ten klasyfikowany jest do klimatu równikowego.
Wyspy leżą w strefie klimatu gorącego, a temperatury kształtowane są przez dwa czynniki, są to: nasłonecznienie, które w tym regionie jest wysokie i ciepłe prądy morskie. Ponadto na niewielkie amplitudy termiczne wpływ ma ocean. Średnie temperatury wynoszą 24-25 °C. Najchłodniejszy jest styczeń, gdzie średnie wartości wynoszą 24 °C, a w lipcu średnia temperatura wynosi 29 °C. Nie występują temperatury ekstremalne, rzadko notuje się wartości powyżej 30 °C.
Opady na wyspach nie są zbyt wysokie, mimo iż klimat jest wilgotny. Średnie wartości wynoszą około 990 mm rocznie, a wartości opadowe różnią się w poszczególnych latach. Największe wartości dochodzą do 1200 mm rocznie. Największe opady występują latem i jesienią. W tym okresie też Antigua i Barbuda nawiedzane są przez cyklony tropikalne. W ciągu roku zdarzają się okresy bezdeszczowe, czego wynikiem jest występowanie susz. Klimat wysp kwalifikuje się jako wilgotny, ale pod względem w miarę dużych opadów przekraczających 900 mm rocznie, jednakże wilgotność powietrza w tym regionie jest stosunkowa niska, najwyższa w okresie letnim i jesiennym.

## Wody
Sieć rzeczna wysp jest  słabo rozwinięta, co wiąże się z samą wielkością wysp, brakiem wysoko położonych miejsc i co ważniejsze nieregularnymi opadami deszczu. Ponadto na niewielką zasobność wód ma wpływ sezonowość występujących susz. To wszystko sprawia, że wyspy są ubogie w wody, i występuje niedobór wody słodkiej.
Na Antigui występuje w miarę gęsta sieć krótkich rzek i strumieni, zaś na Barbudzie istnieje jedynie kilka rzek okresowych. Na wyspach nie występują jeziora.

## Gleby
Całe wyspy pokryte są czerwonymi glebami feralitowymi. Większość pokrywy glebowej jest nieustannie poddawana erozji. W niektórych miejscach gleby są zasolone, dotyczy to w szczególne strefy wybrzeża.

## Flora i fauna
Naturalna roślinność Antigui została prawie całkowicie wyniszczona. Miejsce szaty roślinnej zajęły uprawy i tereny miejskie. Lasy zajmują około 15% powierzchni całego kraju. Lepiej zachowana szata roślinna jest na Barbudzie, która pozostaje ostoją świata roślinnego i zwierzęcego. Na wyspach rosną przede wszystkim palmowate, stanowiące nieodłączny element tropikalnego regionu w jakim leżą wyspy. Na wyspach rosną też akacje, które zostały posadzone przez człowieka. Najbardziej zalesiona jest Barbuda. W wielu miejscach występuje też roślinność krzaczasta, a u wybrzeży wysp występują rafy koralowe.
Fauna należy do krainy neotropikalnej i jej dość dobrze zachowana na Barbudzie i na niezamieszkanej Redondzie. Do jedynych dużych ssaków należą jeleniowate i dzikie świnie. Liczne są gady, do których należą różne gatunki jaszczurek i żółwi. Świat ptaków jest dobrze zachowany, występują głównie ptaki morskie jak fregaty, a także te lądowe jak perliczki.